# Giovanni Battista Casali del Drago
Giovanni Battista Kardinal Casali del Drago (* 30. Januar 1838 in Rom; † 17. März 1908 ebenda) war ein römisch-katholischer Priester und Kardinal der Römischen Kirche.

## Leben

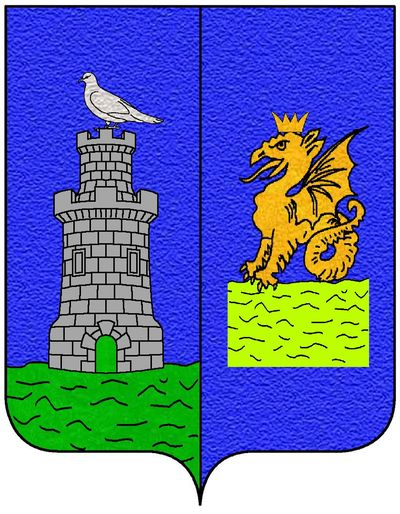
Wappen des römischen Hauses Casali del Drago

Casali del Drago stammte aus einer adeligen römischen Familie. Sein Vater war der Marquis Raffaele Casali del Drago, seine Mutter Carlotta Barberini Colonna war eine Cousine des Kardinals Flavio Chigi (Kardinal, 1810). Am 22. Dezember 1860 empfing er in Rom die Priesterweihe. 1895 spendete ihm Kardinalstaatssekretär Mariano Kardinal Rampolla del Tindaro die Bischofsweihe und er wurde Lateinischer Patriarch von Konstantinopel. Von Papst Leo XIII. wurde er im Juni 1899 zum Kardinalpriester der Titelkirche Santa Maria della Vittoria erhoben. Im Kardinalskollegium übte er 1901/02 das Amt des Kämmerers des Heiligen Kardinalskollegiums aus. Er nahm am Konklave 1903 teil, aus dem Pius X. als Papst hervorging.